# YAMASHIRO桃源郷
『YAMASHIRO桃源郷』（やましろとうげんきょう）は、1994年10月から1995年9月まで読売テレビが『どんまい!!スポーツ&ワイド』→『どんまい!! VARIETYSHOW&SPORTS』の木曜日の企画として生放送したバラエティ番組である。司会は山城新伍。

## 概要
『EXテレビ』の火・木曜版である「EX Osaka」のテイストを引き継いだ実験的な企画を中心とした番組で、同番組での上岡龍太郎、島田紳助のポジションを山城が引き継いでいる。しかし、「EX Osaka」では上岡・紳助のキャラクターと番組スタッフのアイデアの相乗効果で、現在でも他局で高視聴率を上げる数多くの名企画を生み出したものの、本番組では山城の存在があまりにも大きすぎ、誰もその意見に異を唱えることができなかったため、末期には山城が気に入った企画ばかり毎週のように放送する等のマンネリ化が進み、1年で終了した。その後、「EX Osaka」のテイストは水曜日の同枠で放送された『BLT』が引き継いでいる。桂ざこば、西川のりおが準レギュラーとして出演した。

## エピソード
- 第1回の企画は、『知ってるつもり?!』形式で、山城の半生についてのクイズにゲストが答える「クイズ!新伍ちゃん」。ゲストは山城と旧知の仲であるタレントが選ばれたが、あまりのマニアックさに誰も答えられず、それを山城に責められ、解答に関連するエピソードを延々と聞かされるという内容だった。タイトルは関西ローカルの『クイズ!紳助くん』（ABC）からのパクリ。
- 第1回の放送で、のりおが前枠『炸裂!生テレフォン』の司会者やしきたかじんを痛烈に批判し、以後2人は対立関係となる。
- スタジオセットは、毎週違う企画を放送していたため、「EX Osaka」同様、黒いバックの前にオブジェのようなものがゴロゴロと置かれているものだった。オブジェは番組タイトルの「桃源郷」をイメージした赤系統のもので、花がたくさん飾られていた。
- 外国人ばかりを10人ほど円卓に集めてトークをするだけの企画、山城がベテラン俳優らと黄金時代の日本映画について1時間語るだけの企画も放送された。いずれも山城がCMのタイミングを一切無視して話し続けたため、番組の後半はCMだらけという状況になった。前者はのちに人気番組となった『ここがヘンだよ日本人』の原型とも言えるが（パネラーにハイテンションのアフリカ人がいるという共通点がある）、後者は日本映画が低迷していた当時の状況から考えると、山城の強い意向による企画であったと言える[1]。
- 末期には「激突!キレ者バトル」を隔週で放送していた。ざこばほか、世間に不満のあるタレントがカメラに向かって規定時間だけ思う存分キレまくり、最後に山城が独断と偏見で優勝者を決めるというものだった。原田大二郎が息子へのいじめについて泣きながらキレた回は鬼気迫るものがあった。ざこばは、ただ怒鳴りまくるだけで、怒りの矛先も些細なものばかりであったが、山城の「ざこば師匠は格が違う。これは一つの完成された芸や」という意見で、ほぼ毎回優勝していた。
- 「激突!キレ者バトル」が隔週で放送される状況について、後年、番組スタッフ（匿名）が雑誌で[どこ?]「あれは関西ローカルの他局の企画のパクリ。それでも誰も山城さん（記事では匿名）に文句を言えなかった。パクリ企画を隔週でやらされるスタッフの身にもなってほしい」と述懐している。他局の企画とは、山城自身が司会を務めた『レインボー』（MBS）金曜日の「キレたもん勝ち!」である。同様に、関西ローカル番組の企画を全国ネットの番組に流用した例は他にもある（ABC『ナイトinナイト』の『おっちゃんVSギャル』→フジテレビ『クイズ!年の差なんて』など。両番組の司会の桂三枝（現・六代目桂文枝）の提案による）。
- このようにポジティブな評価をされることが少ない番組だったが、前枠の『炸裂!生テレフォン』がやしきたかじんの意向で急遽半年で打ち切りになったため、十分な準備期間が無く、山城の企画力と人脈に頼らざるを得なかったという事情もある。
- 本番組の終了と、1996年6月の『新伍&紳助のあぶない話』の終了以降、長年にわたって数多くのバラエティ番組のメイン司会を務めていた山城が、画面から姿を消すこととなった。